# Flickan och räven
Flickan och räven är en fransk dramafilm regisserad av Luc Jacquet från 2007. 
Filmen är Luc Jacquets andra långfilm efter Pingvinresan och hans första skönlitterära. Bertille Noël-Bruneau spelar huvudrollen som den lilla flickan som träffar på en räv. 

## Handling
En mamma berättar för sin son om en händelse från sin barndom. 
Under en promenad en höstmorgon får en liten flicka på cirka tio år syn på en räv. Omedelbart fascinerad av detta djur glömmer hon all sin rädsla. Hon lägger sedan sin tid på att hitta och närma sig räven. De blir med tiden vänner, trots djurets mystiska och hårda natur. Den lilla flickan upplever således ett äventyr som kommer att förändra hennes liv och attityd till naturen.

## Rollista

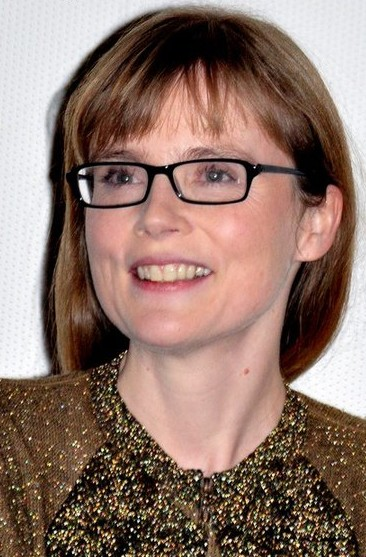
Isabelle Carré (2010), berättare och filmskapare.

- Bertille Noël-Bruneau – den lilla flickan, svensk röst av Josefine Götestam[1]
- Isabelle Carré – berättare och liten flicka som har blivit vuxen, svensk röst av Pernilla August
- Thomas Laliberté – son till den lilla flickan som har blivit vuxen, svensk röst av Axel Karlsson
- Titus, Max och Swannie – de mest framträdande rävarna

## Filmteam
- Regi – Luc Jacquet
- Manus och anpassning – Luc Jacquet och Éric Rognard, baserad på en originalhistoria av Luc Jacquet
- Musik: 
  - Sammansättning – Evgueni Galperine, Alice Lewis och David Reyes
  - Orkestrering – Hervé Jamet och David Reyes
- Fotografi – Éric Dumage, Gérard Simon och François Royet filmade skådespeleriet, Jérôme Maison, Jérôme Bouvier och Cyril Barbançon dokumentärfilmade djuren
- Klippning – Sabine Emiliani
- Rekvisita – Marc Thiébault
- Kostymer – Pascale Arrou
- Ljud – Jean-Baptiste Benoit och Adrien Roch 
  - Ljuddesign och ljudredigeringsövervakning – Laurent Quaglio och Germain Boulay
  - Ljudblandning – Gérard Lamps
- Djuransvarig – Pascal Tréguy
- Rävtränare – Marie-Noëlle Baroni
- Producent – Yves Darondeau, Emmanuel Priou och Christophe Lioud
- Produktionsföretag – Bonne Pioche och France 3 Cinema i samarbete med Wild Bunch, med deltagande av Canal + och med stöd av General Council of Ain
- Distributionsföretag – Walt Disney Studios Motion Pictures (Frankrike), Wild Bunch (internationell försäljning), Pan Vision (Sverige)